# Championnat de Chine de football 2014
Navigation
Édition précédente Édition suivante
La saison 2014 de Chinese Super League est la cinquante-cinquième édition du championnat de Chine. Le championnat oppose seize clubs chinois en une série de trente rencontres. En fin de saison, les deux derniers du classement sont relégués et remplacés par les deux meilleurs clubs de deuxième division.
C'est le tenant du titre, Guangzhou Evergrande, qui remporte une nouvelle fois le championnat cette saison après avoir terminé en tête du classement final, avec trois points d'avance sur Beijing Guoan et treize sur Guangzhou R&F. Il s'agit du quatrième titre (consécutif) de champion de Chine de l'histoire du club.

## Les 16 clubs participants
| Club                       | Dernière montée | Classement 2013 | Entraîneurs         | Depuis | Stade                   | Capacité théorique |
| -------------------------- | --------------- | --------------- | ------------------- | ------ | ----------------------- | ------------------ |
| Guangzhou Evergrande       | 2011            | 1               | Marcello Lippi      | 2012   | Stade Tianhe            | 58 500             |
| Shandong Luneng Taishan    | 1994            | 2               | Cuca                | 2014   | Stade olympique Jinan   | 56 808             |
| Beijing Guoan              | 1991            | 3               | Gregorio Manzano    | 2014   | Stade des ouvriers      | 66 161             |
| Guizhou Renhe              | 2002            | 4               | Zhu Jiong           | 2014   | Stade olympique Guiyang | 51 636             |
| Dalian Aerbin              | 2012            | 5               | Yasuharu Kurata     | 2014   | Stade Dalian            | 55 000             |
| Guangzhou R&F              | 2012            | 6               | Sven-Göran Eriksson | 2013   | Stade Yuexiushan        | 18 000             |
| Shanghai Shenxin           | 2010            | 7               | Cheng Yaodong       | 2013   | Stade Jinshan           | 20 000             |
| Shanghai Greenland Shenhua | 1982            | 8               | Sergio Batista      | 2014   | Stade Hongkou           | 33 060             |
| Shanghai Dongya            | 2013            | 9               | Xi Zhikang          | 2013   | Stade Shanghai          | 56 842             |
| Liaoning Whowin            | 2010            | 10              | Chen Yang           | 2014   | Stade Liaoning Panjin   | 35 600             |
| Tianjin TEDA               | 1999            | 11              | Arie Haan           | 2014   | Stade olympique Tianjin | 54 696             |
| Hangzhou Greentown         | 2007            | 12              | Yang Ji             | 2013   | Stade du Dragon         | 52 672             |
| Jiangsu Sainty             | 2009            | 13              | Gao Hongbo          | 2013   | Stade olympique Nankin  | 61 443             |
| Changchun Yatai            | 2006            | 14              | Dragan Okuka        | 2014   | Stade Development Area  | 25 000             |
| Henan Jianye               | 2014            | 1 (CL1)         | Jia Xiuquan         | 2014   | Stade Zhengzhou Hanghai | 29 860             |
| Harbin Yiteng              | 2014            | 2 (CL1)         | Marijo Tot          | 2014   | Stade Harbin            | 50 000             |

Légende des couleurs
- Phase de groupes de la Ligue des Champions 2014
- Tour de barrages de la Ligue des Champions 2014
- Promu de Chinese League One

### Localisation des villes
Trois équipes sont domiciliées à Shanghai, deux équipes sont domiciliées à Guangzhou et une seule à Pékin, capitale de la Chine. Les autres équipes participant à la compétition sont toutes issues de villes différentes.
| \| Localisation de la Chine en Asie \| Guoan Yatai Taishan Greenland Shenxin Dongya Teda Greentown Aerbin Sainty Renhe Whowin Evergrande R&F Yiteng Jianye |
| Localisation de la Chine en Asie |

Localisation des clubs engagés en Super League 2014

### Changements d'entraîneurs
| Équipe             | Entraîneur partant    | Date de départ   | Remplacé par     | Date d'entrée en fonction |
| ------------------ | --------------------- | ---------------- | ---------------- | ------------------------- |
| Jiangsu Sainty     | Dragan Okuka          | 5 novembre 2013  | Gao Hongbo       | 8 novembre 2013           |
| Hangzhou Greentown | Takeshi Okada         | 5 novembre 2013  | Yang Ji          | 8 novembre 2013           |
| Shanghai Dongya    | Gao Hongbo            | 8 novembre 2013  | Xi Zhikang       | 4 décembre 2013           |
| Liaoning Yuandong  | Ma Lin                | 27 novembre 2013 | Gao Sheng        | 27 novembre 2013          |
| Shanghai Shenxin   | Guo Guangqi           | 2 décembre 2013  | Cheng Yaodong    | 2 décembre 2013           |
| Dalian Aerbin      | Simo Krunić           | 9 décembre 2013  | Ma Lin           | 9 décembre 2013           |
| Shandong Luneng    | Radomir Antić         | 21 décembre 2013 | Cuca             | 22 décembre 2013          |
| Tianjin TEDA       | Alexandre Guimarães   | 31 décembre 2013 | Arie Haan        | 12 janvier 2014           |
| Beijing Guoan      | Aleksandar Stanojević | 10 janvier 2014  | Gregorio Manzano | 11 février 2014           |
| Shanghai Greenland | Shen Xiangfu          | 29 mars 2014     | Sergio Batista   | 29 mars 2014              |
| Liaoning Yuandong  | Gao Sheng             | 9 avril 2014     | Chen Yang        | 9 avril 2014              |
| Changchun Yatai    | Svetozar Šapurić      | 21 avril 2014    | Gao Jinggang     | 21 avril 2014             |
| Guizhou Renhe      | Gong Lei              | 23 avril 2014    | Zhu Jiong        | 23 avril 2014             |
| Changchun Yatai    | Gao Jinggang          | 28 avril 2014    | Dragan Okuka     | 28 avril 2014             |
| Dalian Aerbin      | Ma Lin                | 28 mai 2014      | Yasuharu Kurata  | 30 mai 2014               |
| Henan Jianye       | Tang Yaodong          | 28 mai 2014      | Jia Xiuquan      | 3 juin 2014               |
| Harbin Yiteng      | Duan Xin              | 19 juillet 2014  | Marijo Tot       | 19 juillet 2014           |

## Compétition

### Classement
| Rang | Équipe                   | Pts | J  | G  | N  | P  | Bp | Bc | Diff |
| ---- | ------------------------ | --- | -- | -- | -- | -- | -- | -- | ---- |
| 1    | 'Guangzhou Evergrande'T  | 70  | 30 | 22 | 4  | 4  | 76 | 28 | +48  |
| 2    | Beijing Guoan            | 67  | 30 | 21 | 4  | 5  | 50 | 25 | +25  |
| 3    | Guangzhou R&F            | 57  | 30 | 17 | 6  | 7  | 67 | 39 | +28  |
| 4    | Shandong Luneng TaishanC | 48  | 30 | 12 | 12 | 6  | 41 | 29 | +12  |
| 5    | Shanghai SIPG            | 48  | 30 | 12 | 12 | 6  | 47 | 39 | +8   |
| 6    | Guizhou Renhe            | 41  | 30 | 11 | 8  | 11 | 33 | 35 | -2   |
| 7    | Tianjin TEDA             | 39  | 30 | 10 | 9  | 11 | 41 | 44 | -3   |
| 8    | Jiangsu Sainty           | 37  | 30 | 9  | 10 | 11 | 37 | 45 | -8   |
| 9    | Shanghai Shenhua         | 35  | 30 | 8  | 11 | 11 | 33 | 45 | -12  |
| 10   | Liaoning                 | 33  | 30 | 8  | 9  | 13 | 33 | 48 | -15  |
| 11   | Shanghai Shenxin         | 33  | 30 | 9  | 6  | 15 | 26 | 42 | -16  |
| 12   | Changchun Yatai          | 32  | 30 | 8  | 8  | 14 | 33 | 40 | -7   |
| 13   | Hangzhou Greentown       | 32  | 30 | 8  | 8  | 14 | 43 | 60 | -17  |
| 14   | Henan ConstructionP      | 30  | 30 | 6  | 12 | 12 | 32 | 39 | -7   |
| 15   | Dalian Aerbin            | 29  | 30 | 6  | 11 | 13 | 32 | 45 | -13  |
| 16   | Harbin YitengP           | 21  | 30 | 5  | 6  | 19 | 35 | 56 | -21  |

|  | Qualification pour la Ligue des champions de l'AFC 2015                         |
|  | Qualification pour le tour préliminaire de la Ligue des champions de l'AFC 2015 |
|  | Relégation directe en deuxième division                                         |
|  | T : Tenant du titre C : Vainqueur de la Coupe de Chine P : Promu de League One  |

### Résultats
| Résultats (▼dom., ►ext.)   | GZ  | SD  | BJ  | GZM | DL  | GZF | SHS | SHG | SHE | LN  | TJ  | HZ  | JS  | CC  | HN  | HEB |
| Guangzhou Evergrande       |     | 0-0 | 0-1 | 1-1 | 4-2 | 0-1 | 2-1 | 2-1 | 5-0 | 6-0 | 2-1 | 4-0 | 3-0 | 1-3 | 3-0 | 4-1 |
| Shandong Luneng Taishan    | 1-1 |     | 2-2 | 0-0 | 1-2 | 3-3 | 4-0 | 2-0 | 3-3 | 1-0 | 2-2 | 2-0 | 2-2 | 1-0 | 2-1 | 1-0 |
| Beijing Guoan              | 1-1 | 0-3 |     | 2-1 | 4-1 | 2-0 | 2-1 | 2-0 | 2-0 | 1-0 | 2-1 | 4-0 | 1-0 | 1-0 | 0-0 | 2-0 |
| Guizhou Moutai             | 1-2 | 0-0 | 1-2 |     | 0-2 | 2-1 | 0-1 | 3-0 | 1-1 | 1-0 | 2-0 | 2-1 | 1-1 | 0-1 | 3-1 | 3-2 |
| Dalian Aerbin              | 1-2 | 1-3 | 0-1 | 1-1 |     | 0-0 | 2-1 | 0-1 | 1-1 | 1-2 | 2-3 | 1-1 | 2-2 | 2-1 | 1-1 | 3-1 |
| Guangzhou R&F              | 3-4 | 1-3 | 3-1 | 1-0 | 3-0 |     | 0-1 | 4-0 | 2-2 | 0-0 | 2-3 | 6-2 | 3-2 | 3-1 | 4-0 | 5-1 |
| Shanghai Shenxin           | 0-1 | 0-1 | 2-1 | 0-1 | 1-1 | 1-3 |     | 0-2 | 1-3 | 0-0 | 0-1 | 1-1 | 1-1 | 0-2 | 2-1 | 1-0 |
| Shanghai Greenland Shenhua | 1-2 | 1-0 | 0-3 | 1-0 | 2-0 | 0-0 | 2-0 |     | 1-1 | 3-2 | 2-5 | 1-3 | 1-1 | 2-3 | 0-0 | 2-1 |
| Shanghai East Asia         | 0-3 | 0-0 | 1-0 | 5-2 | 2-0 | 1-2 | 5-1 | 1-1 |     | 3-3 | 1-1 | 2-1 | 3-0 | 1-0 | 1-0 | 1-0 |
| Liaoning Whowin            | 0-4 | 0-0 | 1-3 | 1-2 | 0-0 | 1-5 | 3-0 | 1-1 | 1-1 |     | 0-2 | 2-1 | 0-2 | 3-1 | 1-0 | 3-0 |
| Tianjin Teda               | 2-5 | 1-1 | 0-1 | 1-2 | 2-1 | 1-1 | 0-0 | 1-0 | 3-3 | 1-2 |     | 1-2 | 1-2 | 2-1 | 1-1 | 3-0 |
| Hangzhou Greentown         | 1-4 | 4-1 | 1-2 | 2-1 | 1-1 | 1-3 | 2-2 | 0-0 | 1-2 | 3-4 | 2-0 |     | 3-1 | 1-1 | 1-1 | 2-1 |
| Jiangsu Sainty             | 0-2 | 1-0 | 2-3 | 0-0 | 1-0 | 1-3 | 0-3 | 1-1 | 1-0 | 1-1 | 4-0 | 2-2 |     | 0-2 | 3-4 | 2-1 |
| Changchun Yatai            | 2-1 | 1-0 | 2-2 | 0-0 | 1-1 | 2-3 | 0-2 | 2-2 | 1-2 | 2-0 | 1-1 | 2-3 | 0-1 |     | 0-0 | 0-2 |
| Henan Jianye               | 0-1 | 1-2 | 2-1 | 1-2 | 2-2 | 4-0 | 1-2 | 2-2 | 1-0 | 1-0 | 0-1 | 3-0 | 1-1 | 0-0 |     | 1-1 |
| Harbin Yiteng              | 3-6 | 2-0 | 0-1 | 4-0 | 0-1 | 0-2 | 0-1 | 3-3 | 1-1 | 2-2 | 0-0 | 3-1 | 1-2 | 3-1 | 2-2 |     |

## Bilan de la saison
| Championnat de Chine de football 2014 |                                 |
| Champion                              | Guangzhou Evergrande (4e titre) |
| Coupes et trophées                    |                                 |
| Vainqueur de la Coupe de Chine 2014   | Shandong Luneng Taishan         |
| Qualifications continentales          |                                 |
| Ligue des champions de l'AFC 2015     | Guangzhou Evergrande            |
| Ligue des champions de l'AFC 2015     | Beijing Guoan                   |
| Ligue des champions de l'AFC 2015     | Guangzhou R&F                   |
| Ligue des champions de l'AFC 2015     | Shandong Luneng Taishan         |
| Promotions et relégations             |                                 |
| Promus en Super League                | Chongqing Lifan                 |
| Promus en Super League                | Shijiazhuang Yongchang          |
| Relégués en League One                | Dalian Aerbin                   |
| Relégués en League One                | Harbin Yiteng                   |

## Statistiques
| Rang | Joueur               | Club                           | Buts |
| ---- | -------------------- | ------------------------------ | ---- |
| 1    | Elkeson              | Guangzhou Evergrande           | 17   |
| 1    | Abderrazak Hamdallah | Guangzhou R&F                  | 17   |
| 3    | Tobias Hysén         | Shanghai Dongya                | 14   |
| 4    | Vágner Love          | Shandong Luneng Taishan        | 11   |
| 4    | Anselmo Ramon        | Hangzhou Greentown             | 11   |
| 6    | Davi                 | Guangzhou R&F                  | 9    |
| 6    | Dori                 | Harbin Yiteng                  | 9    |
| 6    | Eninho               | Changchun Yatai                | 9    |
| 6    | Wu Lei               | Shanghai Dongya                | 9    |
| 10   | Dejan Damjanović     | Beijing Guoan / Jiangsu Sainty | 8    |
| 10   | Hyuri                | Guizhou Renhe                  | 8    |
| 10   | Bruno Meneghel       | Dalian Aerbin                  | 8    |

| Joueur               | Club                 | Contre                     | Score | Date          |
| -------------------- | -------------------- | -------------------------- | ----- | ------------- |
| Abderrazak Hamdallah | Guangzhou R&F        | Shanghai Shenxin           | 3-1   | 22 mars 2014  |
| Abderrazak Hamdallah | Guangzhou R&F        | Hangzhou Greentown         | 6-2   | 30 mars 2014  |
| Du Zhenyu            | Tianjin TEDA         | Harbin Yiteng              | 3-0   | 30 mars 2014  |
| James Chamanga       | Liaoning Yuandong    | Harbin Yiteng              | 2-5   | 5 avril 2014  |
| Vágner Love          | Shandong Luneng      | Beijing Guoan              | 3-0   | 19 avril 2014 |
| Tobias Hysén         | Shanghai Dongya      | Guizhou Renhe              | 5-2   | 11 mai 2014   |
| Dori                 | Harbin Yiteng        | Shanghai Greenland Shenhua | 3-3   | 17 mai 2014   |
| Elkeson              | Guangzhou Evergrande | Hangzhou Greentown         | 4-1   | 18 mai 2014   |